# Swan Hunter

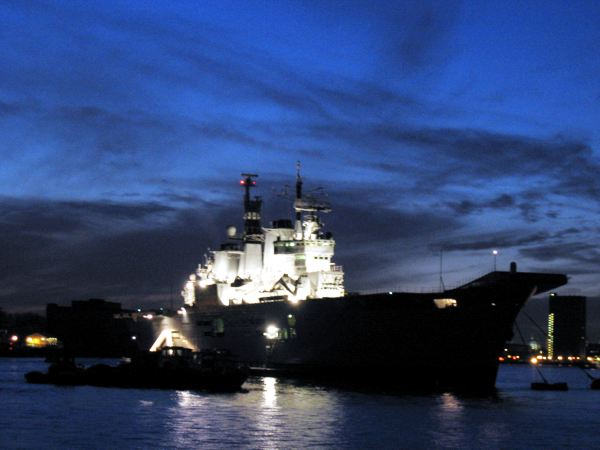
HMS Ark Royal basé à Greenwich, Londres

Swan Hunter, autrefois connu sous le nom de Swan Hunter et Wigham Richardson, est l'une des compagnies de construction navale les plus connues du Royaume-Uni. Basée à Wallsend, Tyne and Wear dans le nord-est de l'Angleterre, la compagnie construisit les plus grands navires du début du XXe siècle
Le plus célèbre est le RMS Mauretania qui a été le plus gros liner croisant sur l'océan Atlantique en son temps. Autre navire célèbre, le RMS Carpathia, le paquebot qui se porta au secours des naufragés du RMS Titanic.
Le nom de la compagnie est la combinaison des noms de trois familles puissantes de la construction navale : Swan, Hunter et Wigham Richardson.

## Histoire
La compagnie Swan & Hunter est fondée en 1880. En 1903, elle fusionne avec Wigham Richardson (fondée par John Wigham Richardson en 1860), pour signer un prestigieux contrat avec la Cunard Line, la grande compagnie britannique de paquebots pour la construction du Mauretania qui est lancé à Wallsend le 20 septembre 1906. Il restera en service jusqu'en 1935. La compagnie Cunard Line, suffisamment satisfaite de cette commande commandera d'autres navires.
En 1942, le chantier naval dispose de neuf cales de longueur suivante :
- 2 de + de 275 m (+ 900 pieds)
- 1 de 213 a 229 m (700-750 pieds)
- 4 de 183 a 198 m (600-650 pieds)
- 2 de 106 a 122 m (350-400 pieds)

Swan Hunter a possédé Wallsend Slipway & Engineering Company, un constructeur de moteurs à turbine utilisés pour les gros paquebots. La société fut l'un des premières constructeurs à avoir une licence pour construire des turbines Parsons qui équipèrent entre autres le Mauretania, lui permettant une vitesse importante pour l'époque.
Le porte-aéronefs HMS Illustrious fut lancé en 1981 puis le navire amiral de la Royal Navy, HMS Ark Royal en 1985.
Le chantier naval Swan Hunter and Wigham Richardson Ltd fut racheté par Jaap Kroese, qui négociait alors pour l’entreprise, alors qu'elle venait d'être mise sous séquestre après que le gouvernement britannique ait confié la construction du HMS Ocean aux chantiers Kværner de Govan en 1993. Le chantier obtint par la suite plusieurs contrats pour des réparations ou des transformations de navires du secteur privé.
En 2000, cependant, Swan Hunter réussit à obtenir le contrat pour la conception et la construction de deux Landing Ship Docks pour la Royal Navy, deux autres étant construits par BAE Systems Naval Ships. Cela représentait un contrat de 210 millions de livres pour une livraison prévue en 2004. Mais en juillet 2006, un seul bateau avait été livré pour un coût qui avait grimpé à 309 millions de livres. En conséquence, le second navire, le futur (en) RFA Lyme Bay fut confié à la compagnie BAE Govan pour l’achèvement des travaux.
En novembre 2006, après l'échec d'achever le Lyme dans les temps et le budget et avec pour conséquence d'être exclu des futurs projets de construction de la Royal Navy, Jaap Kroese annonça que c'était la fin et mis en vente les grues emblématiques du chantier naval et rechercha un acheteur pour le terrain. En avril 2007, les grues, le dock flottant et d'autres équipements furent revendus aux chantiers navals Bharati, second plus grand chantier naval indien privé. L'ensemble fut démonté, expédié et remonté en Inde en 6 mois. L'entreprise s'est recentré dans le domaine de la conception et de l'ingénierie maritime.
Avec quelques dizaines d'employés depuis, elle Fourni depuis, en date de 2025, des services d'ingénierie de conception.

## Navires construits

### Navires de guerre
- Porte-avions
  - NAeL Minas Gerais (A 11)
  - HMS Albion (en)
  - HMS Ark Royal
  - HMS Illustrious
  - HMS Vengeance
- Cuirassé de la classe King George V
  - HMS Anson (1942)
- Croiseurs
  - HMS Gambia (1940)
  - HMS Mauritius (1941)
- Destroyers
  - HMS Barfleur
  - HMS Bolebroke
  - HMS Border
  - HMS Brilliant
  - HMS Bristol
  - HMS Bulldog
  - HMS Calpe
  - HMS Codrington
  - HMS Corunna
  - HMS Daring
  - HMS Eridge
  - HMS Esk
  - HMS Exeter
  - HMS Exmoor
  - HMS Express
  - HMS Farndale
  - HMS Gabbard
  - HMS Glasgow
  - HMS Grenville
  - HMS Grove
  - HMS Hambledon
  - HMS Heythrop
  - HMS Holderness
  - HMS Hope
  - HMS Hunter
  - HMS Hursley
  - HMS Hyperion
  - HMS Janus
  - HMS Khartoum
  - HMS Marmion
  - HMS Martial
  - HMS Mary Rose
  - HMS Matchless
  - HMS Menace
  - HMS Nessus
  - HMS Nestor
  - HMS Newcastle
  - HMS Pasley
  - HMS Somali
  - HMS Trafalgar
  - HMS Ulster
  - HMS Vigilant
  - HMS Vimiera
  - HMS Virago
  - HMS Violent
  - HMS Vittoria
  - HMS Whirlwind
  - HMS Wrestler
  - HMS York
- Frégate type 23
  - HMS Marlborough
  - HMS Westminster
  - HMS Northumberland
  - HMS Richmond
- Frégate type 14
  - HMS Russell
  - HMS Pellew
- HMS Scarborough
- RFA Fort George (A388)
- HMCS Cartier

### Navires de croisière
- Afrique (1907)
- Augustina (1927)
- Aurania (1916)
- Ascania (1911)
- RMS Carpathia (1902)
- MV Derbyshire (1976)
- Esso Northumbria (1969)
- Esso Hibernia (1969)
- RMS Franconnia (1910)
- Helcion (1954)
- Heldia (1955)
- Helisoma (1956)
- Helix (1953)
- Imbricaria (1935)
- Ivernia (1899)
- Kossmatella (1953)
- RMS Laconia (1911)
- RMS Laconia (1921)
- TS Leda (1952)
- RMS Mauretania (1906)
- Mitra (1912)
- Mytilus (1916)
- Nacella (1968)
- Narica (1967)
- Neverita (1944)
- Shell Supplier (1946)
- Le Sidi Bel Abbès (1929-1943)Sidi Bel Abbès (1929)
- Solen (1961)
- Varicella (1959)
- Velletia (1952)
- Velutina (1950)
- Volvula (1956)
- Zaphon (1957)

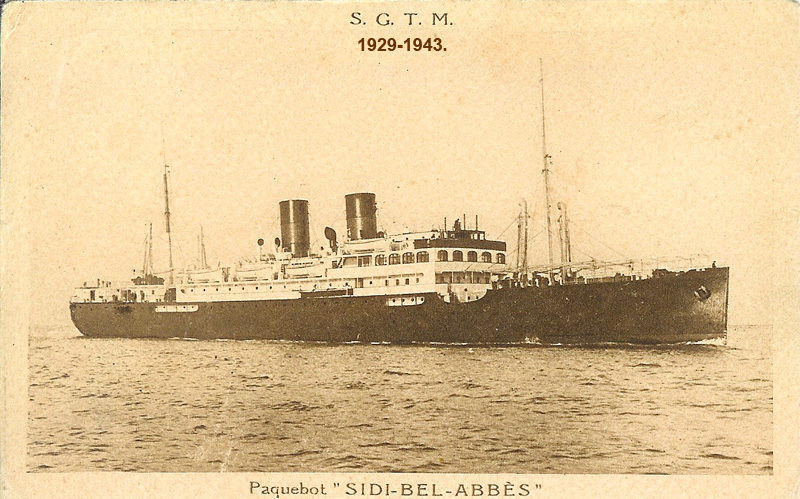
Le Sidi Bel Abbès (1929-1943)

- Llanishen, pétrolier de 32 000 t., (1957)

### Navires câbliers
- Alert
- All America
- Ariel
- Bullfinch
- Bullfrog
- Bullhead
- Cambria
- Colonia
- Dominia
- Edward Wilshaw
- Emile Baudot
- Guardian
- Iris
- John W. Mackay
- Lord Kelvin
- Marie Louise Mackay
- Monarch
- Patrol
- Recorder
- St. Margarets
- Stanley Angwin
- Telconia

## Source
- (en) Cet article est partiellement ou en totalité issu de l’article de Wikipédia en anglais intitulé « Swan Hunter » (voir la liste des auteurs).